# Франк, Михаил Людвигович

М. Л. Франк с сыновьями Ильёй (слева) и Глебом (справа). Симферополь, 1922.

Михаил Людвигович Франк (11 декабря 1878, Москва — 9 сентября 1942, Казань) — русский и советский математик, историк воздухоплавания, профессор (1927). 

## Биография
Михаил Франк родился в интеллигентной еврейской семье. Его отец, врач Людвиг Самойлович (Шимшелевич, Семёнович) Франк (1844 — 1 марта 1882) — уроженец Волковышек Сувалкской губернии, выпускник Сувалкской гимназии (1863), после окончания двух курсов медицинского отделения Варшавской главной школы в 1868 году перевёлся на медицинское отделение Московского университета, который окончил со званием лекаря в 1872 году, служил Краснослободским городовым врачом, Пензенским земским врачом, с 22 декабря 1877 года по 12 августа 1879 года во время Русско-турецкой войны 1877—1878 годов был прикомандирован к Московскому военному госпиталю; орденом Святого Станислава 3-й степени «для нехристиан установленным Всемилостивейше награждён за отлично усердную и ревностную службу в приюте имени Её Императорского Высочества Государыни Цесаревны, учреждённом для призрения детей лиц сосланных в Сибирь по судебным приговорам». Родители М. Л. Франка поженились в 1874 году во время службы отца сверхштатным младшим медицинским чиновником при медицинском департаменте Министерства внутренних дел. В 1891 году, через 9 лет после смерти мужа, мать М. Л. Франка — Розалия Моисеевна Россиянская — вторично вышла замуж за провизора Василия Ивановича (Цалеля Ициковича) Зака (1854—?), незадолго до того вернувшегося из десятилетней сибирской ссылки, которую он отбывал за участие в «Народной воле». В детстве М. Л. Франк вместе со старшим братом получил домашнее религиозное образование у своего деда, чаеторговца Моисея Мироновича (Мойше-Лейба Мееровича) Россиянского, который был в 60-х годах XIX века одним из основателей еврейской общины в Москве. Впоследствии вся семья переехала в Нижний Новгород, где М. Л. Франк окончил гимназию и при поддержке своей старшей сестры Софьи Людвиговны Животовской в 1899 году продолжил учёбу в Баварской технической школе в Мюнхене.
В 1902 году в Мюнхене Михаил Франк женился на сестре своего гимназического товарища, профессионального революционера, социал-демократа Павла Михайловича Грацианова Елизавете Михайловне, приняв православие. В 1904 году он окончил Мюнхенский политехнический институт с дипломом инженера-машиностроителя и после нескольких лет преподавательской работы в Нижнем Новгороде и Санкт-Петербурге (в том числе на курсах пожарных техников) в 1907 году продолжил изучение математики в Санкт-Петербургском университете (исключён) и в Юрьевском университете (окончил экстерном в 1913 году).
В 1910—1911 годах в серии «Воздухоплавание» вышла его двухтомная «История воздухоплавания и его современное состояние». В 1914—1918 годах работал приват-доцентом в Петроградском политехническом институте, в 1919—1930 годах — в Таврическом университете в Симферополе (кандидат физико-математических наук (1937), с 1927 года — профессор). В 1931—1941 годах был профессором высшей математики в Ленинградском политехническом институте, в 1941—1942 годах — в Математическом институте АН СССР.
Основные работы — в области номографии, геометрии, приближённых и численных методов, прикладной математики. М. Л. Франк — автор монографий и справочных пособий «Элементарные приближённые вычисления» (1932), «Номографический справочник по математике, механике, физике и сопротивлению материалов. 109 таблиц номограмм» (1933), «Элементы теории вероятностей» (1933), «Графические методы интегрирования обыкновенных дифференциальных уравнений» (1933) и других, предложил ряд конструкций математических приборов для интегрирования (полярный планиметр, оптический интегратор).
С началом Великой Отечественной войны с эшелоном Физико-технического института вместе с семьёй эвакуировался в Казань. К весне 1942 года очень ослаб от суровых условий жизни и 9 сентября 1942 года скончался от обострения туберкулёза. Похоронен на Арском кладбище.

## Семья
- Старший брат — философ Семён Людвигович Франк; единоутробный брат — художник, скульптор, сценограф и книжный иллюстратор Леон (Лев Васильевич) Зак.
- Сыновья — физик, лауреат Нобелевской премии Илья Михайлович Франк и биофизик, академик АН СССР Глеб Михайлович Франк.

## Книги
- История воздухоплавания и его современное состояние. В 2-х тт. СПб: Воздухоплавание, 1910—1911.
- Элементарные приближённые вычисления. Ленинград-Москва: ГТТИ, 1932.
- Номографический справочник по математике, механике, физике и сопротивлению материалов. 109 таблиц номограмм. Ленинград-Москва: ГТТИ, 1933.
- Элементы теории вероятностей. Ленинград-Москва: ГТТИ, 1933.
- Графические методы интегрирования обыкновенных дифференциальных уравнений. Ленинград-Москва: ГТТИ, 1933.